# 제정론

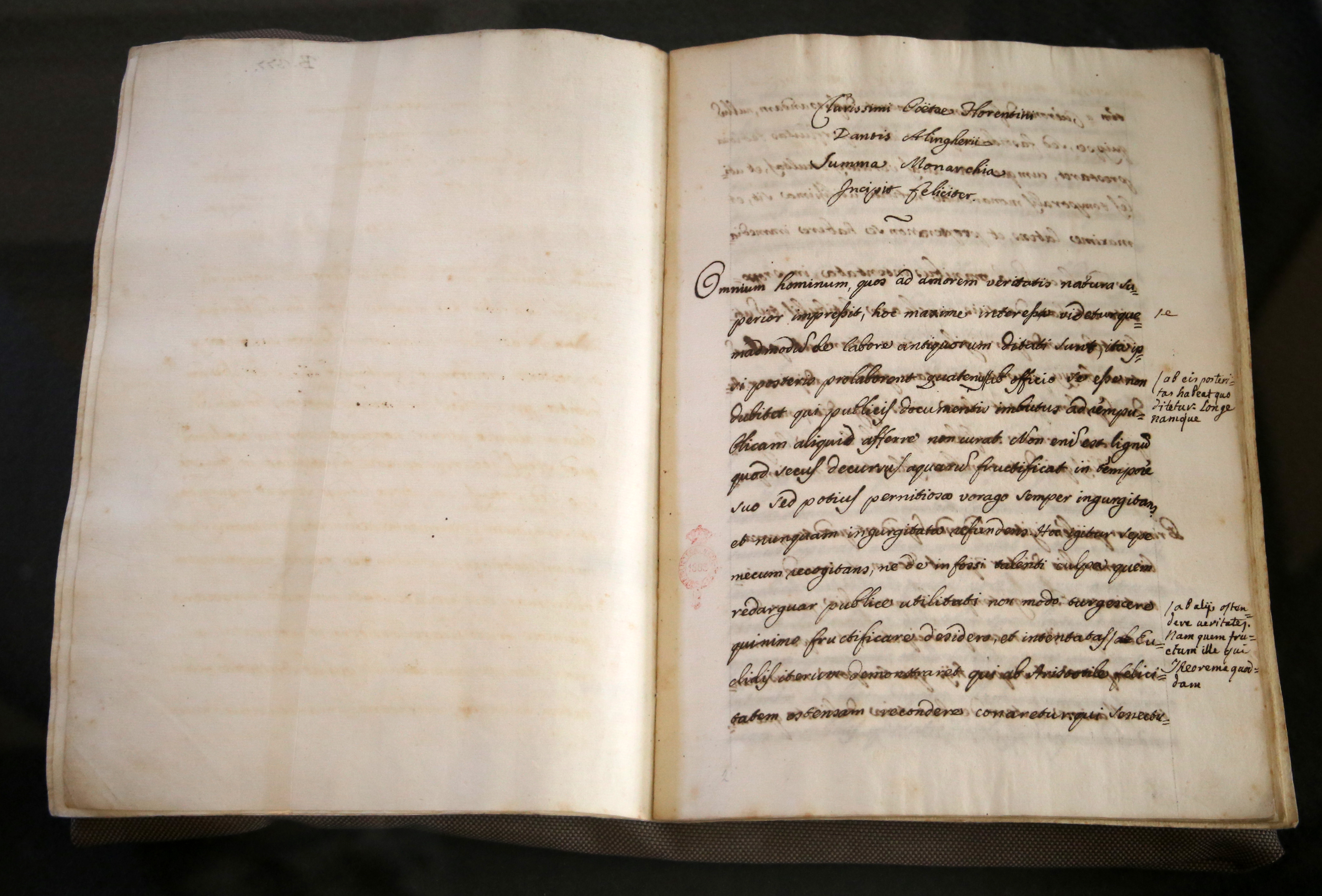
제정론 (1700-50s)

『제정론』(帝政論, 라틴어: De Monarchia 데 모나르키아[de moˈnar.ki.a][*])은 1312년-1313년에 단테 알리기에리가 라틴어로 쓴 정치학 논고다. 단테는 여기서 당대의 가장 첨예한 정치적 문제였던 교권(교황으로 대표되는)과 속권(신성로마황제로 대표되는)의 대립에서 속권을 옹호했다. 단테는 교황 보니파시오 8세로부터 피렌체의 자치를 수호하기 위한 정치활동을 했기 때문에 반교황적 자세를 취할 만 했다. 1585년 천주교회는 이 책을 금서로 지정했다.
총 3책으로 이루어져 있는데, 가장 중요한 것은 마지막 책이다. 단테는 여기서 교황과 황제의 관계를 상당히 노골적으로 다루고 있다. 우선 단테는 해와 달의 풍유, 1302년의 우남 상탐으로 대표되는 신정주의를 공박한다. 신정주의에 따르면 모든 권력은 교황에 귀속되며, 교황의 권위가 황제보다 우선한다. 이것은 대개 세속적으로 여겨진 문제들에도 교황이 정당하게 개입할 수 있음을 의미한다.
단테는 인간에게는 두 가지 목표가 있다고 한다. 지상에서의 삶에서의 행복과 영원한 삶에서의 행복이 그것이다. 단테의 주장에 따르면 교황은 인간의 영원한 삶(이쪽이 격은 더 우월하다)을 관리하는 임무를 부여받았고, 지상의 행복을 향도하는 임무를 부여받은 것은 황제다. 그래서 단테는 황제 산하의 속권이 교황 산하의 교권에 대하여 자치권을 얻는다는 결론을 내놓고, 교황의 권위가 황제의 임무에 영향을 끼쳐서는 안된다고 논한다.
단테는 신성로마황제와 교황 모두 한낱 인간이되 신으로부터 직접 각자의 권력과 권위를 받았다고 주장한다. 이것은 황제의 권력과 권위는 교황을 통해서 부여된다는 주장에 반하는 것이다. 교황과 황제는 일종의 동료로서, 서로의 권력을 침해하지 아니한다. 이 동등한 두 자루 칼을 맞대 비교할 수 있는 것은 오로지 그들보다도 높은 차원의 존재, 신 뿐이니, 교황과 황제는 신으로부터 받은 권력으로 각자의 권역을 다스려야 한다.

## 같이 보기
- 정교분리